# 機動都市X
『機動都市X：スーパーメカシティ』（きどうとしエックス スーパーメカシティ、英: Super Mecha Champions）は、中国企業のNetEase Gamesにより開発・運営されていたTPSバトルロイヤルゲーム。基本プレイ無料（アイテム課金制）。
2019年3月にスマートフォン（iOS/Android）版が、2021年3月にSteam版が配信された。
なお、中国大陸版には別バージョン『機動都市α』（きどうとしアルファ、中: 机动都市阿尔法）が存在するが、基本的なゲーム内容は同じである。
2025年1月20日をもってサービスを終了した。

## 概要
本作の舞台で、最先端のメカ技術が集結する都市「機動都市アルファ」（ゲーム内ではアルファシティ、アルファ、などとも呼ばれる）は、100人のパイロットが争い、優勝を目指すメカバトル大会『スーパーメカチャンピオン』 (SMC) の開催地である。プレイヤーはSMCに参加し、様々なメカを駆使して優勝を目指す。ただし、ゲーム内ではサイバーパンク造形作家の鎌田光司が監修したマップ「元初島」（げんしょしま）も同様にSMCの開催地となっている。
本作の最大の特徴はメカであり、パイロットは自身のメカに搭乗して戦うことができる。そのため、マップの建物や街、道路などの大きさはメカのサイズを基準に設定されており、全体的に広大となっている。また、パイロットが生身で戦うことも可能であり、それぞれに異なる利点が存在するため、バトルロイヤルモードではメカとパイロットの使い分けが重要となる。

## 登場機体・パイロット
本作には2024年5月31日現在、37機のメカが登場しており、それぞれに専属のパイロットが存在する。しかし、パイロットはまだすべてが使用可能パイロットとして実装されているわけではない。
なお、「ファイアフォックス」「アーサー」「キャラメル」「ヒバリ」「ホットスチール」は無料で入手可能であるが、その他のメカはクリスタルあるいはバトルなどをすると手に入るゲーム内通貨「金貨」で購入する必要がある。
ファイアフォックス
専属パイロットはニン（声：佐藤利奈）。略称は『ファィフォ』、『火狐』、『狐』など。
両手に装備したガトリングガンと、両肩のミサイルによる正面突破が得意なメカ。
元々は廃棄されたメカであったが、SMCにて活躍するアーサーとロムの姿を見たニンと、その父により修復、改造され、炎から蘇る生命力と決して諦めない熱血の象徴としてファイアフォックスと名付けられた。また、ファイアフォックスの姿はニンが幼少期に粘土で作成した狐型のロボットを参考にしている。

アーサー
専属パイロットはロム（声：関智一）。
右手に装備した剣で戦うメカで、機動力と火力に非常に優れている。また、その剣から放たれるプラズマで敵を麻痺させ妨害することも可能。
元々は特異点戦争のエースソルジャーとして活躍していたが、戦争終結後、ロムが勝手に部隊から脱退したことで指名手配され、8年間逃亡していたため表舞台から姿を消していた（その真実は軍の機密に触れるとして公開されていない）。しかし、その後にロムは釈明され、SMCに復帰したことでたちまちスターとなった。

キャラメル
専属パイロットはミラ（声：牧野由依）。略称は『熊』など。
可愛いらしい見た目とは裏腹に、高耐久高火力の熊形態と、広範囲爆撃が可能な砲形態を持つメカ。
かつては防御型重装メカであったキャラメルだが、世界的おもちゃ企業の一族に生まれ、わがままにそだった一人娘ミラによりクマさんの形に改造された。

ヒバリ
専属パイロットは伊織（声：石川由依）。
高い機動力と唯一無二の体力回復スキルで消耗戦を得意とするメカ。
ヒバリは名門清水家の所有するメカで、伝統的な日本様式をメカに融合した見た目となっている。ヒバリのパイロットは清水家の長男のみがなれるとされている。伊織は清水家の長女であるが、類稀なる才能と家族からの熱い期待からヒバリのパイロットとなった。

ホットスチール
専属パイロットはイヴァン（声：津田健次郎）。略称は『ホスチ』など。
全メカ中最も高い体力と、強力な近接火力を兼ね備えた重量級メカ。
元々は軍隊で使用されたメカであるが、引退後はイヴァンと共に地下メカ格闘大会で戦い続け、12連勝という伝説級の戦績で名を馳せた。

アンドロメダ
専属パイロットはジョアンナ(声 :  茅野愛衣) 。略称は『ドロメ』、『メダ』など。

ドゥームアイ
専属パイロットは銀の執事(声 : 浪川大輔) 。略称は『ドゥーム』、『ドム』など。
銀の執事は謎の宗教組織「暗剣修道会」に加入していることが明らかとなっている。喑剣修道会は極秘にメカを開発し、度々機動都市アルファにパイロットを参加させている。ドゥームアイのストーリーで語られる『謎の組織』とはまさにこの喑剣修道会のことを指している。グリーフブレード、弔いの鐘もまた喑剣修道会によって開発されたメカで、そのパイロットであるメビウス、ベラドンナも喑剣修道会に加入している。

フェイトビーム
専属パイロットはタランチュラ(削除済み)(声 : ？？？) 。略称は『フェイト』、『フェイビ』など。
PVEモード「次元大戦場」第1章「No.48工場」の最終ボス『08-L式多機能汎用メカ』はフェイトビームと姿が酷似しているが、明確な関連性はない。専属パイロットがゲーム内より削除され、事実上専属パイロットを持たないフェイトビームは、特定の人物の専属機ではなく、量産機として生産されたメカだとする意見が主流であるが、公式よりその詳細は明かされていない。

バーニングメテオ
専属パイロットはRED(声 : 戸松遥) 。略称は『バニメテ』など。

ストーム
専属パイロットはヴィータ(声 :伊藤静 ) 。

ワタリガラス
専属パイロットはナイトファルコン(声 :濱野大輝 ) 。略称は『カラス』など。

終末のトリオ(しゅうまつのとりお)
専属パイロットはヒリス(声 : 白石京子) 。略称は『トリオ』、『おにぎり』(背中のトライアングル・バッグの形から)など。
なお、このメカの機体名はゲーム内実装当初『終焉のトリオ』であったが、その後のアップデートで『終末のトリオ』へと変更された。

不周風(ふしゅうふう)
専属パイロットは九重(声 : ファイルーズあい) 。略称は『不周』、『ふしゅー』など。

中子星(ちゅうしせい)
専属パイロットはリリアン(声 :金元寿子) 。略称は『なかこ』、『こぼし』など。
中小星の本当の読み方は『ちゅうしせい』であるが、ゲーム内で中小星が実装された当初はこの読み方が公式より明言されておらず、『中小星』を『なかこぼし』と読むプレイヤーが続出した。そのためか、公式より中小星の読み方が明かされた現在でも、このメカを『なかこぼし』と読むプレイヤーは後を絶たず、日本プレイヤーの間では『中小星』は『なかこぼし』と読む場合が一般的となっている。

エレキファントム
専属パイロットはノーマ(声 :能登麻美子 ) 。略称は『エレキ』、『エレファン』など。

オーロラ
専属パイロットはウドウ(声 : 石川界人) 。

モーニングフィール
専属パイロットはセレナ(声 :南條愛乃 ) 。略称は『モニフィ』など。

グリーフブレード
専属パイロットはメビウス(声 :生天目仁美 ) 。略称は『グリフ』、『グリーフ』、『グリブレ』など。

北境の騎士(ほっきょうのきし)
専属パイロットはジャカ(声 : 小野寺悠貴) 。略称は『北境』、『ほっきし』、『騎士』など。

ウォーカー
専属パイロットは『シン』(声 :内山昂輝 ) 。略称は『車』など。

フラメンコ
専属パイロットはゾーイ(声 : 古賀葵) 。略称は『メンコ』など。

パルススター
専属パイロットはランシン(声 : 宮田幸季)  。略称は『パルス』、『パスタ』など。

スノーファントム
専属パイロットはヴィラ(声:瀬戸麻沙美) 。略称は『スノファン』、『スノー』など。

JOJO
専属パイロットはキキナ(声 : 村川梨衣) 。

スカイフォール
専属パイロットはヴェネッサ(声 :久保ユリカ ) 。略称は『スカフォ』、『スカイ』など。

アカシア
専属パイロットはオパール(声:諸星すみれ) 。

千風(せんふう/せんぷう/ちかぜ)
専属パイロットはフウラン(未実装) 。

『千風』の読み方は公式より公言されていないが、プレイヤーの間では『せんふう』、あるいは『せんぷう』と読むことが一般的となっている。

玉兎(たまうさぎ)
専属パイロットはなし(2023/12/17時点) 。略称は『兎』など。

ウッドハンター
略称は『ウドハン』など。

コバルトウルフ
略称は『コバルト』など。

弔いの鐘(とむらいのかね)
専属パイロットはベラドンナ(未実装) 。略称は『とむかね』、『弔い』など。

ランスロット
専属パイロットはマチルダ(未実装) 。略称は『ランスロ』など。

天火(てんか)
専属パイロットは楊(やん)(未実装) 。
『天火』の読み方は公式より公言されていないが、プレイヤーの間では『てんか』と読むことが一般的となっているほか『TENGA』と呼ばれることもある。
ラグナロク/黄昏(たそがれ)
専属パイロットはフラン(未実装) 。略称は『ラグナ』など。

不知火（しらぬい）
専属パイロット綾
星雲（せいうん）/ネビュラ/スターダスト

ガイア

## 用語
元初島
元初島とは、蒸気時代に「ロッド伯爵」が投資を行い、その親友「ハンソン」が設計した蒸気機構のプロペラを利用した当時最大級の飛行採掘用プラットフォームが巨大化し、一つの島となった姿である。浮遊式採掘により栄えた元初島では、作業の効率化と平和維持のために世界初のメカが誕生した。その後、電気時代の到来によって衰退したが、発展した地上では暴走したAIと人間による戦争が勃発した。その際、元初島は未発展ゆえにAIの影響を受けておらず、地上の人間により反撃用の拠点として使用された。戦争の終結後、SMC第二の開催地として再利用されている。
ゲーム内の元初島は「機動都市アルファ」と比べてマップ面積が小さく、安全地帯の縮小、AceTimeの発生が早くなっており、マップ内に存在する機関車で様々な場所を行き来することが可能となっている。
元初島は浮遊島であるが、元初島から万が一落下してしまってたとしても5回まで地上に復帰することが可能である。しかし、5回以上落下してしまうと即敗退となる。

特異点戦争
SMC開催前、機動都市アルファでは「特異点戦争」と呼ばれるメカによる大戦争が勃発している。特異点戦争の原因や期間などは不明であるが、その影響で機動都市アルファでは所々に特異点戦争で破壊されたメカの残骸と思われるものが確認できる。また、現在ゲーム内に登場しているメカ「アーサー」、「フェイトビーム」、「ストーム」、「終末のトリオ」、「スノーファントム」、「ウッドハンター」、「コバルトウルフ」「天火」、「ランスロット」そしてそれらの専属パイロットはこの戦争に関わっていたとされている。

次元大戦場
パルススターのパイロット、『ランシン』によって作り出された仮想空間の総称。かの特異点戦争時に戦場と化した施設を舞台とする。
偶然にもランシンの研究室へと迷い込んだRikoちゃんは、ランシンの実験の一環として次元大戦場へと参加することとなり、メカを操縦してかつてのAI兵器と死闘を繰り広げるというストーリーが展開される。
次元大戦場は全8ステージの構成で、プレイヤーはAI兵器を倒しながら全メカ共通のバフや各メカ固有のバフを獲得していき、最終ステージのボスを倒すことでクリアとなる。ステージで得られるバフは次元大戦場を新たに開始する度にリセットされるが、次元大戦場内で獲得した通貨を利用することで、恒久的な効果を得られる強化を行うこともできるため、毎回のランダム要素も去ることながら、やり込み要素も多く備わっている。
ゲーム内PVEモードとして実装された次元大戦場だが、現在は『テストバージョン』として第1章『No.48工場』のみがプレイ可能で、使用できるメカも8種類（2024/1/2現在）と制限されている。

## 評価
高評価
・斬新かつ魅力的な内容
スマホゲームとして珍しいロボット対戦型3Dアクションゲームであり、ロボットデザインやBGM、世界観などのクオリティの高さが特に評価されている。また、メカ×バトルロイヤルという新たなジャンルを開拓したという点でもまた評価が高い。後述する低評価点を踏まえた上でも未だ根強いファンが多数存在する理由である。
・スマホで手軽にプレイできる
多くの場合、このようなクオリティのゲームはスペックの高いパソコンやゲーム専用機などで有料ソフトとして展開されることが多いのだが、機動都市Xはスマホかつ無料ダウンロードのゲームでありながら他のロボットゲームにも劣らないクオリティのゲーム内容を体験出来るため、評価が高い。
・今現在でも高頻度で新要素が追加されている
リリースから4年が経った今現在でも、アップデートは毎週木曜日に必ず行われ、新しいメカやゲームモード、バランス調整やバグ修正などが行われているため、飽きずにプレイし続けることが出来る。
低評価
・プレイヤー不足問題
運営による広告が全く行われておらず、プレイヤーの少なさが課題点となっている。日本版公式YouTubeチャンネルの更新も2023年初頭以降行われなくなり、現在ではX（旧Twitter）による活動のみ行われている（英語版では公式discord、Facebookによる、中国大陸版ではbilibiliやその他SNSによる広告活動が行われている）。
・バランス問題
メカのパワーバランスが非常に悪いという点もプレイヤー離れを加速させている一要因である。特定のメカの強さのみが異常に高く設定されている上、数ヶ月に1体追加される新しいメカの性能は控えめな調整の元追加されるため、一向に特定のメカの一強が変わらないという実態がある。公式主催の日本サーバープレイヤーによるバトルロイヤル大会では、一強を占めるメカ2機の使用率が参加者の約6割強という圧倒的な高さとなった上、その2機を使用したプレイヤー達が上位スコアを総取りするなど明らかなパワーバランス調整不足が目立つのである。運営による弱体化、あるいはその他のメカの強化といった処置も一向に行われる気配がないため、低評価に繋がっていると思われる。
・バク、ラグの問題が多い
ゲーム内バグに関しては、運営が自ら発見し修正する場合も数多くあるが、その中でもプレイヤーの報告を元に運営がバグを検証し、修正するという対応もまた多く行っているため、致命的なバグでない限り、バグ修正はプレイヤー自らが動かぬ限りなかなか修正されないというのが現状である。また、ロボット3Dアクションというジャンル上仕方の無い部分はあるが、ゲームがスマホに与える負荷が他のゲームに比べてかなり高く、また新しいメカなどの新要素がかなり高頻度で追加されていくため、高画質でラグなく遊ぶためには必然的に最新の機種を要求されてしまうという点も批判されている。